# Ezequiel Neira
 Ezequiel Nicolás Neira (Laborde, Córdoba, Argentina, 3 de febrero de 2001) es un futbolista argentino que se desempeña actualmente como defensa en el Carabobo Fútbol Club de la Primera División de Venezuela.

## Trayectoria

### Inferiores
Inició su formación futbolística en el club del pueblo de Olimpo de Laborde, su localidad natal.En 2016 se sometió a una prueba en Instituto de Córdoba, sin suerte. Sin embargo, al siguiente año fue reinscripto por el coordinador Pablo Álvarez y finalmente se incorporó, sumándose a la pensión del club en Alta Córdoba desde febrero de 2017 .El 3 de marzo de 2021 firmó su primer contrato profesional hasta el 31 de diciembre de 2023 con Instituto.

### Olimpo (Laborde)
Llegó a préstamo como refuerzo a Olimpo de Laborde para disputar el Torneo Regional Federal Amateur 2021-22 donde jugó 6 partidos quedando eliminado en fase de grupos.

### Desamparados
En el 2022, volvió a salir a préstamo, está vez a Desamparados de San Juan, donde jugó el Torneo Federal A 2022 y se ganó el puesto en la mitad del campeonato, disputando en total 14 partidos.Sin embargo, el equipo no podría mantener la categoría, descendiendo al Torneo Regional Federal Amateur.

### Sol de América
En la temporada 2023, Neira salió nuevamente a préstamo, está vez a Sol de América de Formosa, para disputar el Torneo Federal A 2023. Allí disputó 23 partidos en total.

### Gimnasia y Tiro
En 2024, llegó con el pase en su poder a Gimnasia y Tiro Salta para disputar el Campeonato de Primera Nacional 2024, luego de finalizar el contrato con Instituto.Convirtió su primer gol como profesional por la fecha 10, en el empate por dos tantos contra dos frente a Aldosivi.En total disputó 38 partidos, convirtió dos goles y dio una asistencia.
Antes de cerrar el año, se confirmó que Neira no continuaría en Gimnasia y Tiro para 2025, pese al acuerdo verbal. Su salida se adelantó ante una oferta concreta desde el exterior.

### Carabobo
Llegó en condición de libre al Carabobo FC por una temporada para disputar la Liga Futve 2025 y la Copa Libertadores 2025. Su primer gol lo convirtió el 16 de febrero de 2025 en el empate 2-2 ante Yaracuyanos.
En abril de 2025, durante un encuentro de la fase de grupos de la Copa Libertadores frente a Botafogo disputado en Río de Janeiro, Neira sufrió un fuerte choque de cabezas con el delantero uruguayo Gonzalo Mastriani al disputar un balón aéreo. El impacto dejó al defensor inconsciente, siendo asistido de inmediato por los servicios médicos y retirado del campo en ambulancia.
Posteriormente, el parte médico del Carabobo FC confirmó que Neira había sufrido una conmoción cerebral y fracturas en el hueso temporal izquierdo y en la apófisis mastoides. Días después, el propio futbolista se pronunció en sus redes sociales, asegurando que se encontraba estable y que las lesiones no revestían gravedad.

## Estadísticas

### Clubes
Actualizado al último partido jugado el 16 de agosto de 2025.
| Club                                                                                          | Div.          | Temporada     | Liga  | Liga  | Liga   | Copas nacionales(1) | Copas nacionales(1) | Copas nacionales(1) | Copas internacionales(2) | Copas internacionales(2) | Copas internacionales(2) | Total | Total | Total  | Media goleadora |
| Club                                                                                          | Div.          | Temporada     | Part. | Goles | Asist. | Part.               | Goles               | Asist.              | Part.                    | Goles                    | Asist.                   | Part. | Goles | Asist. | Media goleadora |
| --------------------------------------------------------------------------------------------- | ------------- | ------------- | ----- | ----- | ------ | ------------------- | ------------------- | ------------------- | ------------------------ | ------------------------ | ------------------------ | ----- | ----- | ------ | --------------- |
| Olimpo Laborde Argentina                                                                      | 4.ª           | 2021          | 6     | 0     | 0      | —                   | —                   | —                   | —                        | —                        | —                        | 6     | 0     | 0      | 0               |
| Olimpo Laborde Argentina                                                                      | Total club    | Total club    | 6     | 0     | 0      | 0                   | 0                   | 0                   | 0                        | 0                        | 0                        | 6     | 0     | 0      | 0               |
| Desamparados Argentina                                                                        | 3.ª           | 2022          | 14    | 0     | 0      | —                   | —                   | —                   | —                        | —                        | —                        | 14    | 0     | 0      | 0               |
| Desamparados Argentina                                                                        | Total club    | Total club    | 14    | 0     | 0      | 0                   | 0                   | 0                   | 0                        | 0                        | 0                        | 14    | 0     | 0      | 0               |
| Sol de América Argentina                                                                      | 3.ª           | 2023          | 23    | 0     | 0      | —                   | —                   | —                   | —                        | —                        | —                        | 23    | 0     | 0      | 0               |
| Sol de América Argentina                                                                      | Total club    | Total club    | 23    | 0     | 0      | 0                   | 0                   | 0                   | 0                        | 0                        | 0                        | 23    | 0     | 0      | 0               |
| Gimnasia y Tiro Argentina                                                                     | 2.ª           | 2024          | 37    | 2     | 1      | 1                   | 0                   | 0                   | —                        | —                        | —                        | 38    | 2     | 1      | 0.05            |
| Gimnasia y Tiro Argentina                                                                     | Total club    | Total club    | 37    | 2     | 1      | 1                   | 0                   | 0                   | 0                        | 0                        | 0                        | 38    | 2     | 1      | 0.05            |
| Carabobo · Venezuela                                                                          | 1.ª           | 2025          | 11    | 1     | 0      | 2                   | 0                   | 0                   | 2                        | 0                        | 0                        | 15    | 1     | 0      | 0.07            |
| Carabobo · Venezuela                                                                          | Total club    | Total club    | 11    | 1     | 0      | 2                   | 0                   | 0                   | 2                        | 0                        | 0                        | 15    | 1     | 0      | 0.07            |
| Total carrera                                                                                 | Total carrera | Total carrera | 91    | 3     | 1      | 3                   | 0                   | 0                   | 2                        | 0                        | 0                        | 96    | 3     | 1      | 0.03            |
| (1) Incluye datos de Copa Argentina y Copa Venezuela. (2) Incluye datos de Copa Libertadores. |               |               |       |       |        |                     |                     |                     |                          |                          |                          |       |       |        |                 |